# Ethel Beatty, Condessa Beatty
Ethel Beatty, Condessa Beatty (nascida Ethel Field) (1873 - 17 de julho de 1932) foi uma socialite e membro da aristocracia. Era filha do milionário norte-americano Marshall Field.

## Família
Era filha de Marshall Field, fundador da Marshall Field's, uma das maiores cadeias de lojas de departamentos, e de sua esposa Nannie Douglas Scott. Ethel Beatty tinha um irmão mias novo, Marshall Field Junior.

## Casamentos
Beatty casou-se com Arthur Tree, filho de Lambert Tree, em uma opulenta cerimônia na casa de seus pais na 1905 Prairie Avenue, Chicago, em 1 de janeiro de 1891. Eles tiveram um filho, Ronald nascido em 26 de setembro de 1897.
Ela manteve um caso com David Beatty, 1.º Conde Beatty e casou-se com ele em 22 de maio de 1901, dez dias depois que seu divórcio com Tree foi tornado público. O casal teve dois filhos: David, nascido em Malta em 22 de fevereiro de 1905, e Peter, nascido em 2 de abril de 1910.
Segundo Robert K. Massie, Beatty era uma "mãe miserável", abandonando o filho Ronald do primeiro casamento; Ela também deixou os filhos de seu segundo casamento com o marido, enquanto fazia uma viagem para visitar os casinos de Monte Carlo em 1912. Peter teve complicações no nascimento que afetaram sua visão e controle muscular pelo resto da vida, que se acredita terem origem em uma doença venérea transportada por Ethel. É "geralmente aceito" nos últimos anos que Peter era ilegítimo, sendo o pai "um conhecido membro da aristocracia britânica", segundo um membro da família Beatty. 
Embora David tenha se beneficiado da riqueza de Ethel, não foi um casamento feliz: "Eu sou o homem mais infeliz do mundo", David disse certa vez: "Paguei terrivelmente pelos meus milhões".

## Morte
Beatty morreu durante o sono em 17 de julho de 1932.